# Emilia Mernes
María Emilia Mernes (Nogoyá, Entre Ríos; 29 de octubre de 1996), conocida simplemente como Emilia Mernes o Emilia, es una cantante, compositora, actriz y modelo argentina. Comenzó su carrera siendo la vocalista principal de la banda uruguaya de cumbia pop Rombai, junto a Fer Vázquez, a la cual renunció en abril de 2018. En marzo de 2019 firmó con el sello Sony Music Latin y la empresa de gestión WK Entertainment representada por Walter Kolm.
Como solista comenzó su carrera en 2019, con el lanzamiento de su primer sencillo, «Recalienta». Posteriormente, alcanzó mayor reconocimiento con su tema «No soy yo», en colaboración con el rapero puertorriqueño Darell. Su álbum debut, ¿Tú crees en mí?, fue lanzado el 31 de mayo de 2022. Fue certificado platino por la Cámara Argentina de Productores de Fonogramas y Videogramas (CAPIF), y alcanzó el top 50 en España. El álbum generó los sencillos «Como si no importara», «Rápido Lento», «Cuatro veinte» e «Intoxicao», que alcanzaron la lista de los diez primeros en el Argentina Hot 100 de Billboard. En 2023, lanzó su álbum .MP3, influenciado por la década de 2000.
Los reconocimientos de Emilia incluyen dos Premios Gardel, un Los 40 Music Awards, un Premio Buenos Aires Music Video Fest y dos Premios Quiero, así como nominaciones a los MTV Millennial Awards, Heat Latin Music Awards, Premios Juventud y los Premios Tu Música Urbano, entre otros.

## Biografía
María Emilia Mernes nació el 29 de octubre de 1996 en Nogoyá, Entre Ríos (Argentina). Desde pequeña le interesaba la música y la danza, pero fue a los 12 años que se comenzó a involucrar, más cuando su abuelo le regaló su primera guitarra y comenzó a tomar clases de canto.
Emilia terminó sus estudios secundarios en el Colegio del Huerto en su ciudad natal.
En 2016, comenzó a estudiar la carrera de Literatura en la Universidad Nacional de Rosario, pero seis meses después se dio cuenta de que quería estudiar música y abandonó sus estudios. En un principio, sus padres se decepcionaron por el esfuerzo que ambos hicieron con los gastos del estudio. Mernes les pidió una segunda oportunidad para inscribirse y comenzar a estudiar música en la Universidad Nacional de Rosario; al mismo tiempo, comenzó a subir algunos covers en la red social Instagram.
Luego fue invitada por la banda Rombai para hacer un casting en Buenos Aires, logrando quedar seleccionada y convirtiéndose en la voz femenina del grupo musical uruguayo. Después de integrarse al grupo, participó en el primer show del grupo en el Luna Park en Buenos Aires. En 2018, abandonó el grupo musical para perseguir su carrera como solista y se mudó a Miami. Luego, firmó contrato con la disquera Sony Music y la compañía Walter Kolm Entertainment, encargada de la gestión de su carrera musical. En julio de 2021, Mernes fue parte del jurado de la tercera temporada del programa televisivo La Voz Argentina, en el formato en línea El Regreso, donde se encargó de seleccionar a los competidores que disputarían la posibilidad de volver al show musical.

## Carrera musical

### 2016-2018: Inicios y Rombai y carrera solista

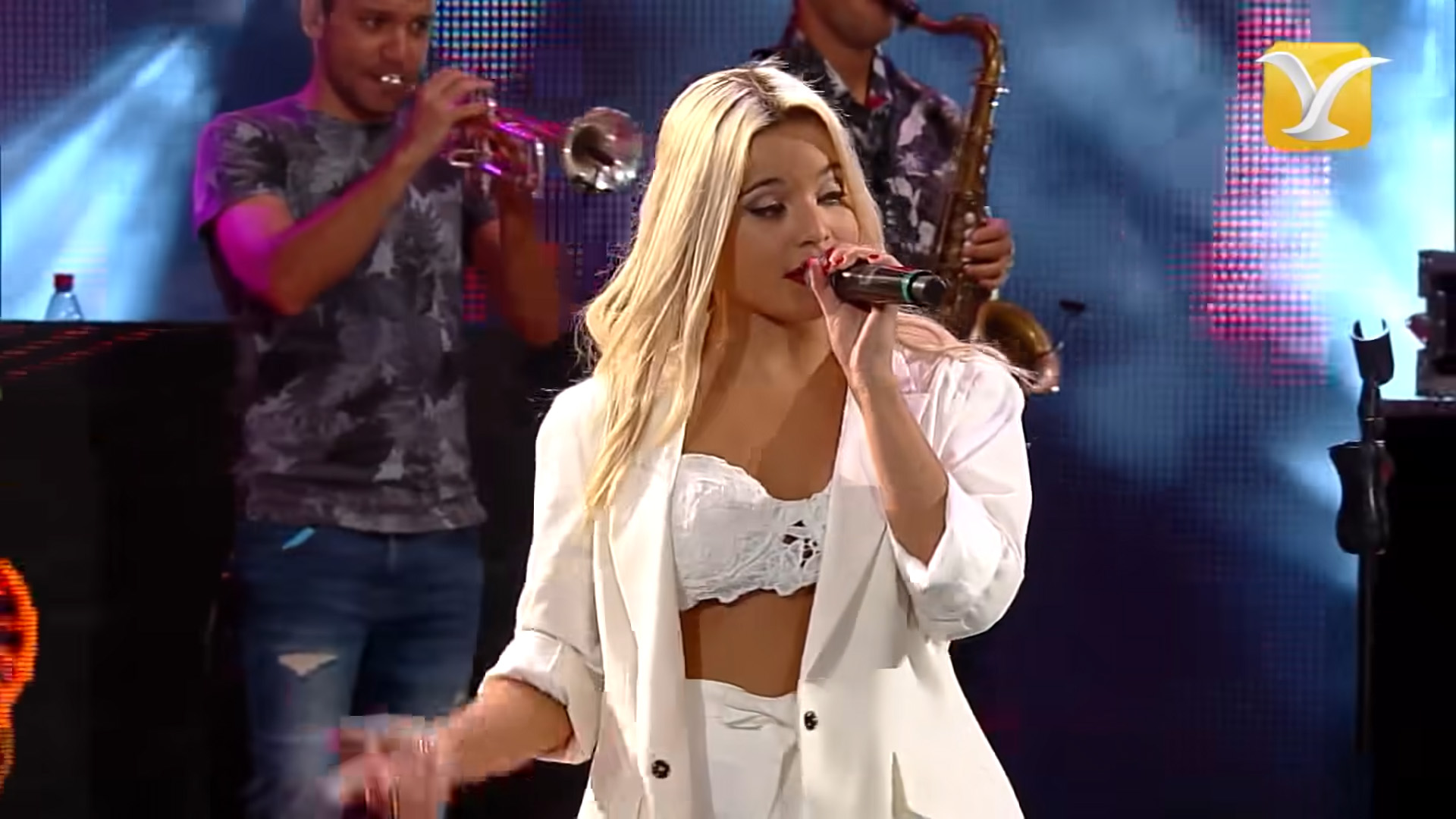
Mernes actuando con Rombai en el Festival Internacional de la Canción de Viña del Mar de 2017.

Saltó a la fama en 2016 como cantante de la banda uruguaya Rombai. De 2016 a 2018, el grupo se presentó en algunos de los escenarios más importantes de Latinoamérica, hasta que Emilia anunció su salida del grupo para enfocarse en su carrera como solista. Como vocalista principal de la banda, junto a Fer Vázquez, lanzaron los sencillos «Cuando se pone a bailar», «Sentí el Sabor», «Una y Otra Vez», «Besarte» y «Que Rico Baila».

### 2019-2020: Inicios carrera solista
En 2019, luego de firmar un contrato con WK Entertainment y Sony Music. Emilia lanzó su primer sencillo «Recalienta». En mayo del mismo año participó del sencillo «El chisme», de Ana Mena, junto Nio García. En septiembre, lanzó junto a Darell, «No soy yo», cuyo vídeo estuvo protagonizado por Joel Pimentel, Oriana Sabatini y Johann Vera. Al mes siguiente, se presentó cantando este sencillo en los Premios Latin American Music. En noviembre, participó en el tema «Boomshakalaka» junto a Dimitri Vegas & Like Mike, Afro Bros, Sebastián Yatra y Camilo. A finales de 2019, Emilia lanza su tercer sencillo, «Billion», un himno femenino que deja en claro que su amor no se puede comprar con objetos materiales.
En enero de 2020, publicó un nuevo sencillo, «Policía». En marzo de ese mismo año colabora con el dúo MYA en la canción «Histeriqueo», acompañado con un video, grabado en Miami y dirigido por Martin Seipel, que cuenta con una estética de road movie en la que tres estafadores roban una importante cantidad de dinero y se terminan engañando entre ellos mismos. Emilia lanzó junto con Vevo la canción «No más», la cual fue presentada por primera vez en febrero a través de Vevo DSCVR.
En agosto, presentó «Já é tarde (No más)», la versión remix junto a la cantante brasilera Bianca y el productor Cabrera. En octubre, lanzó un nuevo sencillo, «Bendición», en colaboración con el cantante puertorriqueño Alex Rose, con un videoclip casero grabado producto a la pandemia de COVID-19. El tema alcanzó la posición número 1 en el Monitor Latino, en varios países de Centroamérica, Chile, Bolivia y Paraguay. En noviembre, se unió a FMK y Estani en el tema «Esta noche», en producción con Big One.

### 2021-2022:¿Tú crees en mí?
En enero de 2021, recibió una nominación a Artista Revelación Femenino en los Premios Lo Nuestro. En abril se presentó en los Latin American Music Awards junto a Alex Rose cantando «Bendición», en la alfombra roja de la premiación. En mayo publicó un nuevo sencillo, «Perreito salvaje», en colaboración con el cantante panameño Boza. En julio lanzó un nuevo tema titulado «Como si no importara», en el que participa el cantante de trap argentino Duki. La canción fue la primera en llegar a la lista de los diez primeros en Argentina, alcanzando el número 3, y la primera en ubicarse en el Billboard Global Excl. US, en el número 126. La canción fue certificada multiplatino por la Cámara Argentina de Productores de Fonogramas y Videogramas (CAPIF) y la Cámara Uruguaya de Productores de Fonogramas y Videogramas (CUD), y oro por la Recording Industry Association of America (RIAA). A finales de septiembre lanzó «Rápido Lento», con Tiago PZK. La canción alcanzó el puesto número dos en Argentina. Entre noviembre y diciembre, Mernes lanzó los sencillos independientes «BB», su segunda colaboración con MYA, y «De enero a diciembre», con Rusherking. Ambas canciones llegaron a la lista de los diez primeros en Argentina.
El tercer sencillo del álbum, «Cuatro veinte», fue lanzado el 24 de marzo de 2022 junto con su video musical. Mernes anunció su álbum debut de estudio, ¿Tú crees en mí? el 23 de mayo, junto con su portada, su lista de canciones y la fecha de lanzamiento oficial, el 31 de mayo. El último sencillo, «Intoxicao», con Nicki Nicole, fue lanzado un día antes del lanzamiento del disco. ¿Tú crees en mí?, fue certificado platino por la Cámara Argentina de Productores de Fonogramas y Videogramas (CAPIF), y alcanzó el top 50 en España. A fines de 2022, Emilia lanzó los sencillos independientes top 40 «La Chain» y «Underground». En el año también participó en cinco sencillos: «Esto Recién Empieza», con el rapero Duki, «Diva», con Princess Nokia, «Q-Lito», con Sael, «Quieres», con Aitana y Ptazeta, y «El Plan», con Rusherking y L-Gante.

### 2023-2024:.MP3
Mernes comenzó el 2023 lanzando el tema «En la intimidad» el 1 de febrero, junto a Callejero Fino y Big One. La canción, que mezcla musicalmente reguetón, pop, RKT y cumbia argentina, es la primera de una serie de canciones de Big One titulada «Crossover». «En la intimidad» alcanzó el número uno en el Argentina Hot 100 y permaneció allí durante siete semanas. También alcanzó el top 20 en Bolivia, Paraguay y Uruguay, y fue su primera canción en ingresar a la lista Billboard Global 200. En el mismo mes, Emilia participó en otras dos canciones: la versión remezclada de «Uno los dos» de Miranda!, y «Tu recuerdo» con Wisin y Lyanno.
Entre marzo y mayo, Mernes comenzó lanzando adelantos de su segundo álbum de estudio, con elementos característicos de la década del 2000. El 30 de marzo, lanzó «Jagger», una canción dance pop con elementos de pop urbano y hip hop. El 3 de mayo lanzó, en colaboración con Ludmilla, «No se ve», una canción funk carioca. Ambas canciones lograron llegar a la lista de los diez primeros en Argentina. El 1 de junio se estrenó el tema «Los del Espacio», del supergrupo del mismo nombre, en el que participa Mernes junto a Lit Killah, Tiago PZK, María Becerra, Duki, Rusherking, Big One y FMK. La colaboración encabezó la lista Argentina Hot 100 de Billboard durante tres semanas consecutivas. El 15 de junio, Emilia lanzó «Guerrero», el tercer sencillo de su álbum, una balada tributo a su padre. El sencillo tuvo un desempeño comercial peor que sus predecesores. Entró en el Billboard Argentina Hot 100 en el puesto 88 el 24 de junio, pero abandonó la lista la semana siguiente. Al mes siguiente, se lanzó su colaboración con FMK titulada «Salgo a Bailar», una canción argentina de cumbia y reguetón con letra sobre una historia de separación y dificultades para superar a alguien. El 7 de septiembre, se lanzó «GTA» como el cuarto sencillo de su segundo álbum de estudio. La canción alcanzó el puesto número dos en Argentina, uniéndose a «Cuatro veinte» como su puesto más alto, en el Argentina Hot 100 de Billboard, con un sencillo solista.
El segundo álbum de estudio de Emilia, .MP3, fue lanzado el 3 de noviembre, después del lanzamiento inmediato del quinto sencillo del álbum, «La original», con Tini. La canción debutó en el número uno en el Argentina Hot 100 y encabezó la lista durante siete semanas. «La original» alcanzó el puesto número tres en el Latin Pop Airplay de Billboard, convirtiéndose en su canción con mayor ranking en la lista.
El 5 de enero de 2024, Emilia participó en el remix de «Una foto», del rapero uruguayo Mesita, junto con Nicki Nicole y Tiago PZK. La remezcla alcanzó la posición número uno en la lista Argentina Hot 100. El 11 de enero, Emilia lanzó en colaboración con Nathy Peluso, «Jet set», como el sexto y último sencillo de .MP3. Emilia mantuvo oculta la canción el día del lanzamiento del álbum, afirmando que planeaba lanzarla después para darle una mayor prioridad. «Jet set» alcanzó el puesto 30 en el Argentina Hot 100. El 14 de febrero, en conmemoración al Día de San Valentín, Emilia lanzó «Tú y yo» con Khea. En apoyo de .MP3, Emilia se embarcó en la gira .mp3 Tour, que comenzó el 6 de abril en Buenos Aires, Argentina, y finalizará el 13 de octubre en la misma ciudad. El día que las entradas salieron a la venta el 4 de diciembre de 2023, agotó las entradas para diez shows en el Movistar Arena de Buenos Aires en menos de diez horas, rompiendo el récord de ventas del recinto. El 23 de mayo, lanzó el tema «Perdonarte ¿para qué?» en colaboración con la famosa banda mexicana Los Ángeles Azules.Emilia anunció recientemente su nuevo papel como cantante en la nueva película  Moana 2 de Disney.

## Otros trabajos

### Compositora
Mernes, además de sus múltiples facetas artísticas, es cantautora y también compone canciones para otros artistas. Como compositora escribió, junto a otros compositores, «Bloqueo», interpretada por Lele Pons y Fuego, lanzada en febrero de 2019.

### Actriz
Mernes empezó su carrera como actriz en 2021 con una participación en la serie de Disney+ Entrelazados. Allí formó parte del elenco protagónico de la primera temporada en el papel de Sofía Lasso. La serie presenta un elenco de actores compuesto por Carolina Domenech, María Clara Alonso, Elena Roger, Benjamín Amadeo, Favio Posca, El Purre, Kevsho, entre otros.

### Modelo

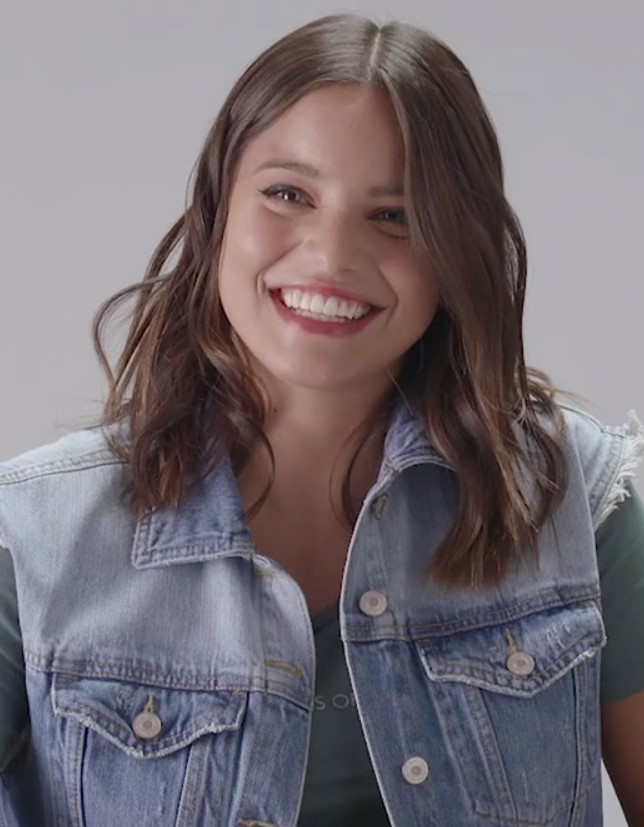
Emilia Mernes para Benetton en 2019.

Emilia ha sido portavoz de numerosas marcas, ya sea de forma independiente o con sus compañeros de banda Rombai. Su primer comercial fue en 2012, para la marca de moda juvenil 47 Street, donde participó en el certamen 47 te busca, de la marca femenina, resultando ganadora. Emilia compitió frente a 20 mil aspirantes y su rostro apareció en las campañas de la marca de ropa de adolescentes en Argentina. En 2017, como integrante de Rombai junto a Fer Vázquez, se asociaron a la empresa multinacional Coca-Cola y lanzaron un tema para la marca, «Sentí el sabor». El mismo promocional fue presentado en conciertos exclusivos de Coca Cola For Me en Argentina, Paraguay y Uruguay. En 2018, firmó un contrato de exclusividad con la marca internacional chilena de tiendas Ripley.
Desde 2019, representa a la marca Benetton como embajadora. Además, en 2020 trabaja con la empresa de ropa estadounidense Fashion Nova, promocionando sus prendas a través de la red social Instagram. En octubre de 2020 presentó junto a Nike Women «Icon Clash», una colección que fusiona el deporte con el estilo.

## Vida personal
Emilia comenzó a salir con el cantante uruguayo Fer Vázquez en 2016, luego de formar parte de la banda Rombai. Luego, en 2018, terminaron su relación. En 2021, anunció su relación con el rapero argentino Duki a través de Instagram.

## Filmografía

### Televisión
Incluye televisión de aire, cable y streaming.
| Año  | Título                                               | Rol         | Medio         | Notas                        |
| ---- | ---------------------------------------------------- | ----------- | ------------- | ---------------------------- |
| 2021 | La Voz: El Regreso                                   | Coach       | telefe.com    | 8 episodios                  |
| 2021 | Entrelazados                                         | Sofía Lasso | Disney+       | Principal (T1); 10 episodios |
| 2023 | Festival Internacional de la Canción de Viña del Mar | Jurado      | Star+         | Edición LXII                 |
| 2025 | EMILIA, Lo que no se ve                              | Ella misma  | DirecTV / DGO | 4 episodios                  |

## Discografía
Álbumes de estudio
- 2022: ¿Tú crees en mí?
- 2023: .MP3
- 2025: Perfectas

## Giras musicales
| Giras - Emilia Tour 2021-2022 (2021-2022) - ¿Tú crees en mí? Tour (2022-2023) - .mp3 Tour (2024) - Emilia Tour 2025 (2025) | Acto de apertura - Kisses Tour, de Anitta (2019) - Yatra Yatra Tour, de Sebastián Yatra (2019) |